# Sezgin Özcimbomlu
Sezgin Özcimbomlu (1967 – 28. Juni 2013 in Istanbul) war ein türkischer Fußballnarr und „legendärer Fan“ sowie Mitglied der ultrAslan Galatasaray Istanbuls. Sezgin war ein prominenter „Amigo“ des Vereins. So nennt man in der Türkei diejenigen, die die Zuschauer beim Fußballspiel einpeitschen. Landläufig wurde er „Cimbomlu Sezgin“ („Sezgin der Cimbom-Fan“) oder „Amigo Sezgin“ („Sezgin, der Amigo“) genannt. Mit ursprünglichem Namen hieß er Sezgin Kaçmaz.
Im Alter von 16 Jahren fiel Sezgin 1983 bei einem Freudentanz für ein Tor seiner Mannschaft gegen FC Kuusysi Lahti von der überdachten Tribüne und war seitdem querschnittgelähmt und auf den Rollstuhl angewiesen. Ab diesem Zeitpunkt stieg Sezgins Bekanntheitsgrad in der Fangemeinde, da er bei jedem Spiel seiner Mannschaft anwesend war und in dem Rollstuhl eine auffällige Erscheinung darstellte. Zudem pflegten viele Stars ihren Torjubel mit ihm zu teilen.
Sezgin war verheiratet. Seine Hochzeitsanzeige war ebenfalls in den Vereinsfarben gehalten und die Hochzeitskleidung des Paares bestand aus Trikots von Galatasaray. Die Spiele seiner Mannschaft verfolgte Sezgin im Stadioninnenraum in seinem Rollstuhl und peitschte oft die Zuschauer ein. Bisweilen skandierte die Menge auch seinen Vornamen als Aufforderung, die Menge einen „Dreier“ (üçlü) durchführen zu lassen. Damit werden in der Türkei diverse choreographierte Begeisterungsstürme bezeichnet, die in irgendeiner Form mit der Zahl drei zusammenhängen.
Im Jahr 2008 ließ Kaçmaz seinen Nachnamen gerichtlich auf Özcimbomlu („Der wahre Cimbom-Fan“) ändern. Ursprünglich wollte Sezgin auch sein Geburtsjahr auf 1905, das Gründungsjahr des Vereins, und den Geburtsort auf Galatasaray ändern lassen. Sezgin erhielt auch einmal die Vereinsauszeichnung „Fan des Jahres“ von Galatasaray. Aufgrund seines Bekanntheitsgrades wurde die Wohnsiedlung, in der er lebte, umbenannt in „Özcimbomlu Sezgin Apartmanı“.
Sezgin starb am 28. Juni 2013 im Krankenhaus und wurde unter großer Anteilnahme und Teilnahme der Führung Galatasarays auf dem Kulaksız-Friedhof beerdigt. Zahlreiche Medien berichteten über Sezgins Ableben.

## Nachrufe
Gökhan Karataş schrieb in seinem Nachruf, Özcimbomlus Leben sei nicht nur von Galatasaray geprägt, sondern auch von dem Willen, seine Behinderung zu überwinden.
Serhan Asker schrieb in seinem Nachruf, Özcimbomlu sei genauso bekannt gewesen wie die Stars von Galatasaray und von den Fans als Star behandelt worden. Özcimbomlu war seinen Angaben zufolge der Nachfolger von Karıncaezmez Şevki.